# Musei Civici di Padova
Les Musei Civici di Padova ou degli Eremitani forment un complexe de musées et de sites historiques, centré sur l'ancien couvent des Eremitani (ordre des Augustins) et la  chapelle des Scrovegni avec les fresques de Giotto. Le complexe est situé sur la Piazza Eremitani, au bord du centre historique de Padoue, dans la région de Vénétie. Le complexe comprend des salles d'objets archéologiques et dans le Palazzo Zuckermann voisin, un musée d'art appliqué moderne et médiéval.

## Histoire
La collection originale est née de l'acquisition d'œuvres d'institutions ecclésiastiques supprimées, notamment en 1783 du couvent de San Giovanni da Verdara et en 1810 d'autres institutions. En 1825, l'abbé Giuseppe Furlanetto expose sa collection d'inscriptions lapidaires romaines et grecques dans la loge du Palazzo della Ragione. La collection a été élargie par la donation de 1864 par Leonardo Capodilista. Sous le mécène Andrea Gloria, cette collection devient  propriété de la commune, ce qui a conduit à la formation de la Pinacothèque, de la bibliothèque et des archives civiques.

## Pinacothèque

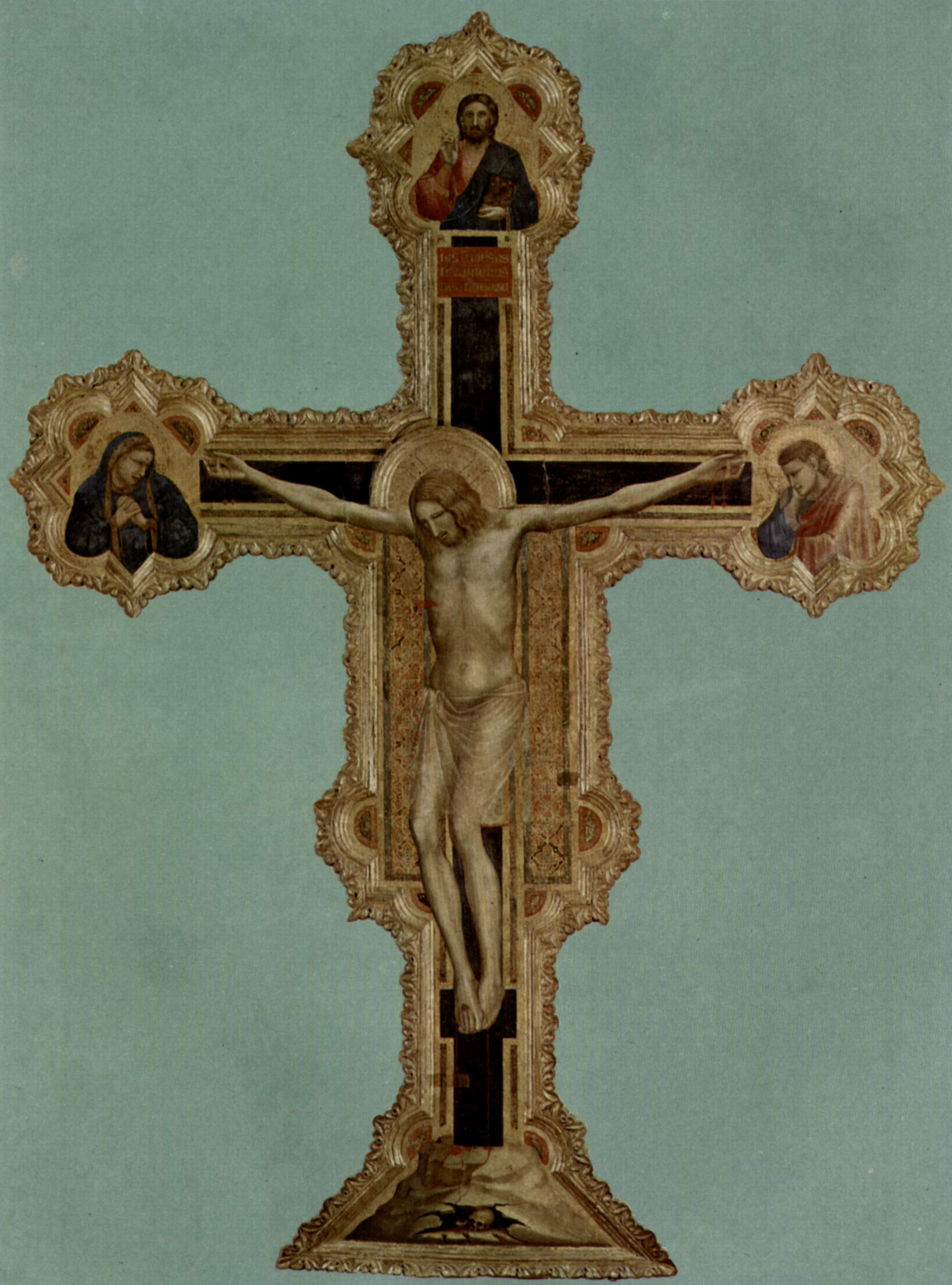
Crucifix de Giotto.

La galerie de peinture comprend des œuvres de Lorenzo Veneziano, Jean Bologne, Francesco Squarcione, Iacopo Bellini, Lorenzo Costa, Romanino, Paul Véronèse, Antonio Rotta, Giorgione, Palma le Jeune, Quentin Metsys, Antonio Canova, Andrea Briosco et Tiziano Aspetti.
Parmi les œuvres  de la collection figurent :
- Crucifix de Giotto provenant de l'autel de la Chapelle des Scrovegni
- Petite Fille en lit bébé avec papillon de Antonio Rotta
- Anges de Guariento provenant de la Cappella della Reggia Carrarese
- Vierge à l'Enfant de Boccaccio Boccaccino
- Dîner à la maison de Simon et Crucifixion du Tintoret
- Saint Joseph et l'Enfant Jésus, Madone, Christ dans le jardin de Giambattista Tiepolo